# Less than Zero
Less than Zero (prt: A Última Viagem em Beverly Hills; bra: Abaixo de Zero) é um filme estadunidense de 1987, do gênero  Dirigido por Marek Kanievska, conta Andrew McCarthy, Robert Downey Jr. e James Spader nos papéis principais. O filme possui roteiro de Harley Peyton e é baseado no romance homônimo de Bret Easton Ellis, escritor que dá voz à Geração X.
Este filme conta a história de três grandes amigos de liceu que se reencontram após a sua graduação, demonstrando a dinâmica entre as três personagens, que continuamente se redefinem face às outras. Clay (Andrew McCarthy) e Blair (Jami Gertz) vêem continuamente a sua relação amorosa impedida pelo dever da amizade para com Julian (Robert Downey, Jr.), um toxicodependente que despoleta para si um fim trágico quando decide ficar completamente "limpo" e reatar a sua relação com o pai, que teimava em não desempenhar o papel de pai. É de destacar a representação de Robert Downey Jr., que chamará doravante as atenções de Hollywood para si.
Conta com uma pequena participação do ator Brad Pitt, no início de carreira - se acompanhar o filme, ele está parado perto de uma porta - e também conta com a participação do cantor Anthony Kiedis, da banda californiana Red Hot Chili Peppers.